# Oorkonde

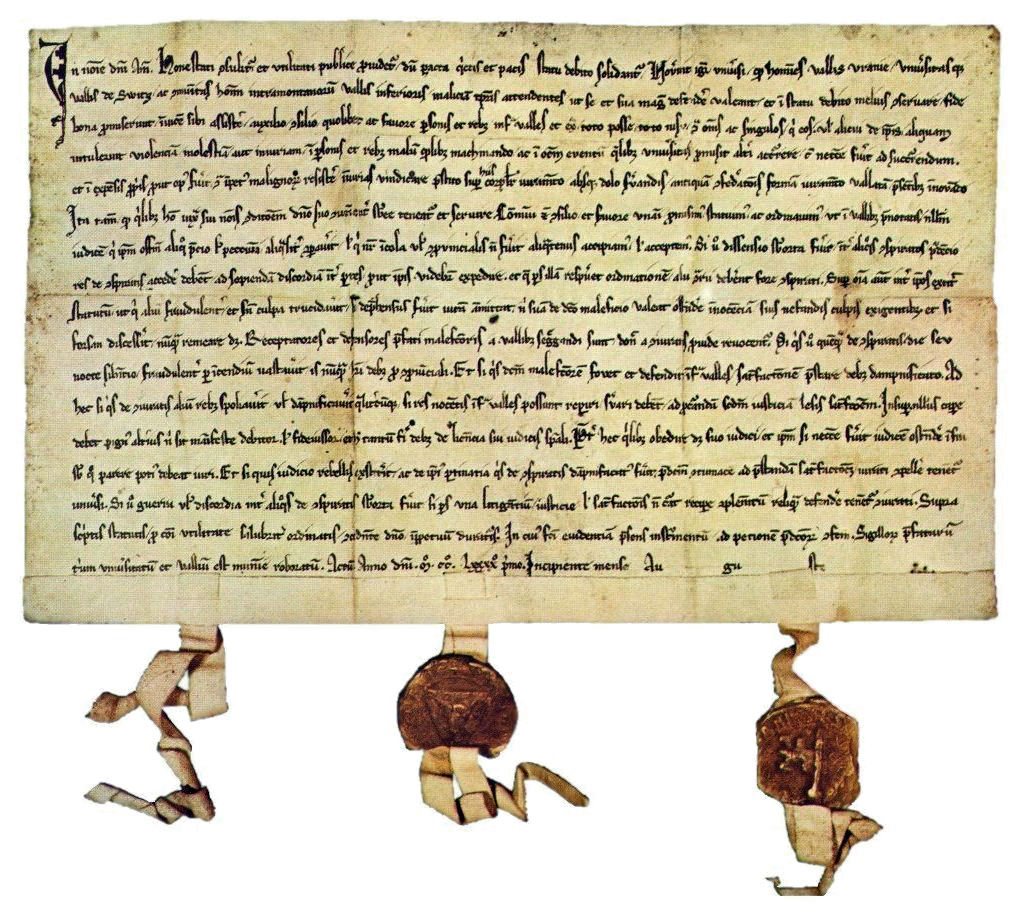
De Zwitserse Bundesbrief van 1291, een oorkonde die oorspronkelijk voorzien was van drie zegels, waarvan nu nog twee resteren

Een oorkonde, ook wel handvest, charter of keure, is een officieel document waarin schriftelijk is vastgehouden dat bepaalde afspraken tussen bepaalde personen, organisaties of instituties zijn gemaakt of dat zich een bepaald (rechts-)feit heeft voorgedaan. De juistheid van deze getuigenis wordt met handtekeningen en/of zegels op het document door de betrokken en getuigende personen bevestigd. Oorkonden werden en worden opgesteld en bewaard omdat ze als bewijs dienen voor wat er in vastgehouden is, bijvoorbeeld het verkrijgen van eigendom of een recht en het leveren van een tegenprestatie. Het gebruik om afspraken te maken en deze vast te leggen is al duizenden jaren oud, de manier waarop dat werd en wordt gedaan verschilt per tijdsperiode en regio.

## Inhoud
Oorkonden bestrijken naar hun inhoud alle mogelijke aspecten van het maatschappelijke, economische en politieke leven en bevatten daarom veel nuttige informatie. Ze gaan over betrekkingen tussen vorsten onderling en met anderen, pauselijke gunsten, schenkingen, koop en verkoop van agrarische goederen, huur en pacht van onroerend goed, het verlenen van rechten, vaststellen van schade, huwelijkssluiting, uiterste wil, geldtransacties, regelgeving, rechterlijke uitspraken, bevelschriften en veel meer. In de tijdsperiode van het feodalisme werden allerlei zaken die tegenwoordig in wetten en verdragen worden geregeld, zoals het territorium van een vorst, dienstplicht, bestuurlijke verhoudingen of de rechten van burgers, geregeld door middel van overeenkomsten tussen grootgrondbezitters onderling en met anderen, vastgehouden in oorkonden. Een belangrijk deel van de middeleeuwse geschiedenis kon worden geschreven aan de hand van de inhoud van duizenden oorkonden, bewaard in allerlei archieven.
Voor een goed begrip van, en onderzoek naar zowel afzonderlijke oorkonden als grotere hoeveelheden oorkonden en hun totstandkoming, bestaat een historische hulpwetenschap, de oorkondeleer, ook wel de diplomatiek genoemd. De oorkondeleer houdt zich ook bezig met het herkennen van vervalste oorkonden.
De verzameling van oorkonden bijgehouden door een instelling of privaat persoon, noemt men een oorkondeschat of chartarium. Afschriften van oorkonden die een instelling krijgt, verzamelt men in een cartularium.

## Materiaal
Oorkonden konden op verschillende materialen worden geschreven: papyrus, perkament of papier. Papyrus was al in gebruik bij de oude Egyptenaren en in in de vroege middeleeuwen. Van de eerste oorkonden is weinig of niets bewaard gebleven, aangezien papyrus in een vochtig klimaat niet lang houdbaar is. Daardoor werd overgegaan op een ander materiaal: perkament. Dit materiaal is duurzaam, waardoor er nog perkamenten oorkonden in goede conditie bewaard zijn gebleven. Omdat niet bekend is hoeveel oorkonden er zijn gemaakt, is ook niet duidelijk hoeveel oorkonden bewaard zijn. Vanaf de 15e eeuw werd ook papier steeds meer gebruikt. Dit materiaal is lang niet zo duurzaam als perkament, maar wel een stuk goedkoper. Ondanks de opkomst van papier werd perkament, vanwege zijn duurzame karakter, nog tot het einde van de 18e eeuw voor oorkonden gebruikt.

## Taal
De taal waarin de oorkonde is geschreven hangt af van de periode waarin het is vervaardigd, alsmede de persoon of instelling die het heeft uitgegeven. In streken die ooit waren beheersd door de Romeinen valt onderscheid te maken tussen het Latijn en oorkonden in de volkstaal. In de vroege en hoge middeleeuwen werden oorkonden vaak in het Latijn geschreven, aangezien dat de voertaal van de officiële schrijvers was. In bijvoorbeeld Vlaanderen werden veel oorkonden echter vanaf de 13e eeuw in de plaatselijke taal geschreven, Oudnederlands, wat ook nu nog redelijk goed te begrijpen is.
De volkstaal werd pas vanaf de 13e eeuw voor officiële documenten als oorkonden gebruikt. Zo stamt de oudste in het toenmalige hertogdom Brabant in de volkstaal Oudfrans geschreven bewaard gebleven oorkonde uit 1237. De oudste bewaard gebleven oorkonde in het Nederlands is een schepenbrief van Bochoute uit 1249 die de verkoop van een stuk grond tussen twee burgers vastlegt. In het archief van de Graven van Holland is een vroege Nederlandstalige akte uit 1268 bewaard waar is vastgelegd dat graaf Floris V een toelage uit tol aan zijn tante gravin Aleid van Holland toekent. In bijvoorbeeld Vlaanderen werden oorkonden vanaf de 13e eeuw in de regel in de plaatselijke taal geschreven, Oudnederlands, wat ook nu nog redelijk goed te begrijpen is.
Vanaf die tijd werd in de Lage Landen het Nederlands steeds gangbaarder. In Friesland had het Fries status verkregen als geschreven taal in juridische teksten. Daardoor kon het in de loop van de 14e eeuw opkomen als oorkondentaal. Een uitzondering vormden Latijnse oorkonden van kerkelijke instellingen of internationale correspondentie. In de Renaissance en daarna werd ook sporadisch Frans gebruikt.

## Bewijskracht en toetsing van echtheid van een oorkonde

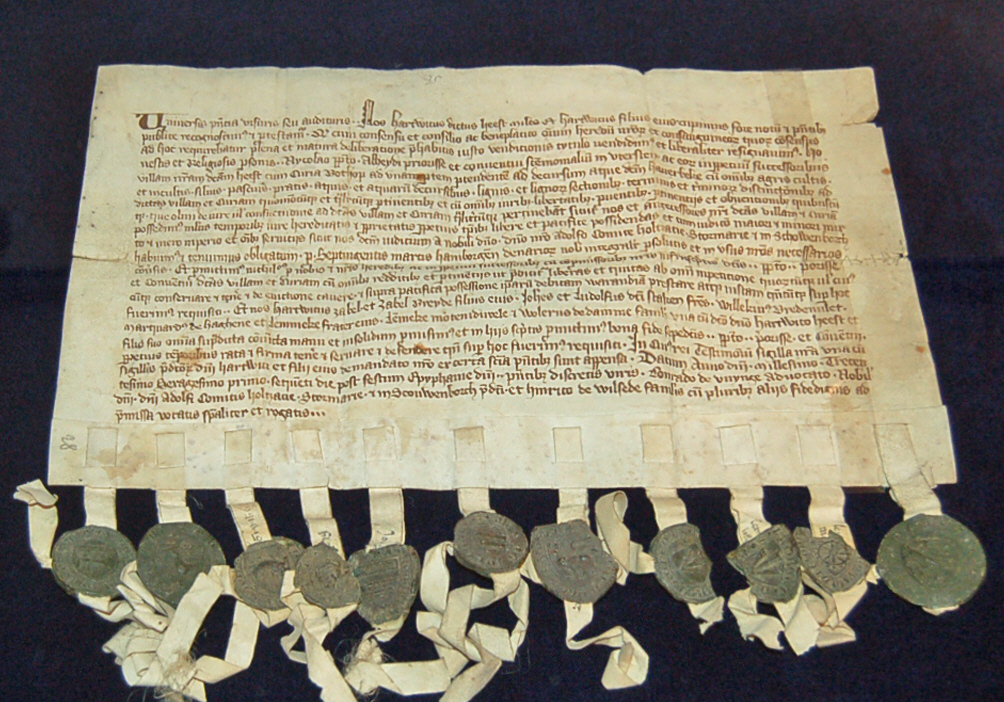
Een Duitstalige verkoopakte uit 1361. Hierbij is goed te zien hoe de zegelstaarten door het perkament van de oorkonde zijn gestoken, om zo de zegels te bevestigen.

Door het doel van de oorkonde, dienst als bewijsstuk, moet door middel van inhoud en vorm worden aangegeven dat het hier inderdaad om een rechtsgeldig document gaat. Degenen die de oorkonde onder ogen kregen moesten kunnen nagaan of het inderdaad een originele oorkonde was, of dat het om een vervalsing ging. Voor de betrouwbaarheid van een oorkonde zijn zowel de inhoudelijke als uiterlijke vorm van belang.
De betrouwbaarheid of bewijskracht van een oorkonde hangt ook sterk samen met de autoriteit van de getuigen die aanwezig waren en worden genoemd of van de oorkonder (degene die de oorkonde opstelt). De naam of functie van deze autoriteit staat als het ware garant dat de inhoud waarheidsgetrouw is. Een goed voorbeeld hiervan zijn schepenbrieven. Als eis voor rechtsgeldigheid van een rechtshandeling moesten bepaalde afspraken of verklaringen worden vastgelegd in een oorkonde die was opgesteld door de schepenen van een stad. nadat de twee partijen waartussen een afspraak is gemaakt, bijvoorbeeld een verkoop, voor hen hebben getuigd van deze afspraak. Zonder de autoriteit van de schepenen zou zo'n oorkonde geen bewijskracht hebben en een van de partijen die de oorkonde zal gebruiken om zijn recht te halen zou kunnen worden beschuldigd van vervalsing.

### Uiterlijke kenmerken
De uiterlijke kenmerken waarmee de betrouwbaarheid van een oorkonde getoetst kan worden hangen ook samen met deze autoriteit. In het voorbeeld van de schepenbrief zullen niet de verkoper en de koper hun zegel eraan hangen, maar de schepenen zelf. Dat is namelijk wat geverifieerd moet worden: is deze aanspraak op de autoriteit correct of niet. Er zijn verschillende manieren om dit te doen.

#### Zegel
De zegel was een van de meest gebruikte manieren om de echtheid te bekrachtigen. Deze zegels waren vaak gemaakt van was, waarin een afbeelding was gedrukt. Een uitzondering vormen de pauselijke zegels, die van lood waren. Omdat het stempel dat in het zegel werd gedrukt niet eenvoudig was na te maken, betekende een zegel een borg voor echtheid van de handtekening.
Vaak werd het zegel onder de oorkonde gehangen. Door een snee in het perkament werd een strook nieuw perkament of een touwtje gehaald, welke de zegelstaart wordt genoemd. Aan het einde werd de zegel bevestigd. Ook konden zegels op de oorkonde gedrukt zijn. Dit komt vooral voor bij papieren oorkonden.
Ging het om een testament, werd het document vaak in een dichtgevouwen omslag bewaard die was verzegeld. Als het zegel niet was verbroken wist men dat de tekst van het docment in de omslag niet kon zijn veranderd.

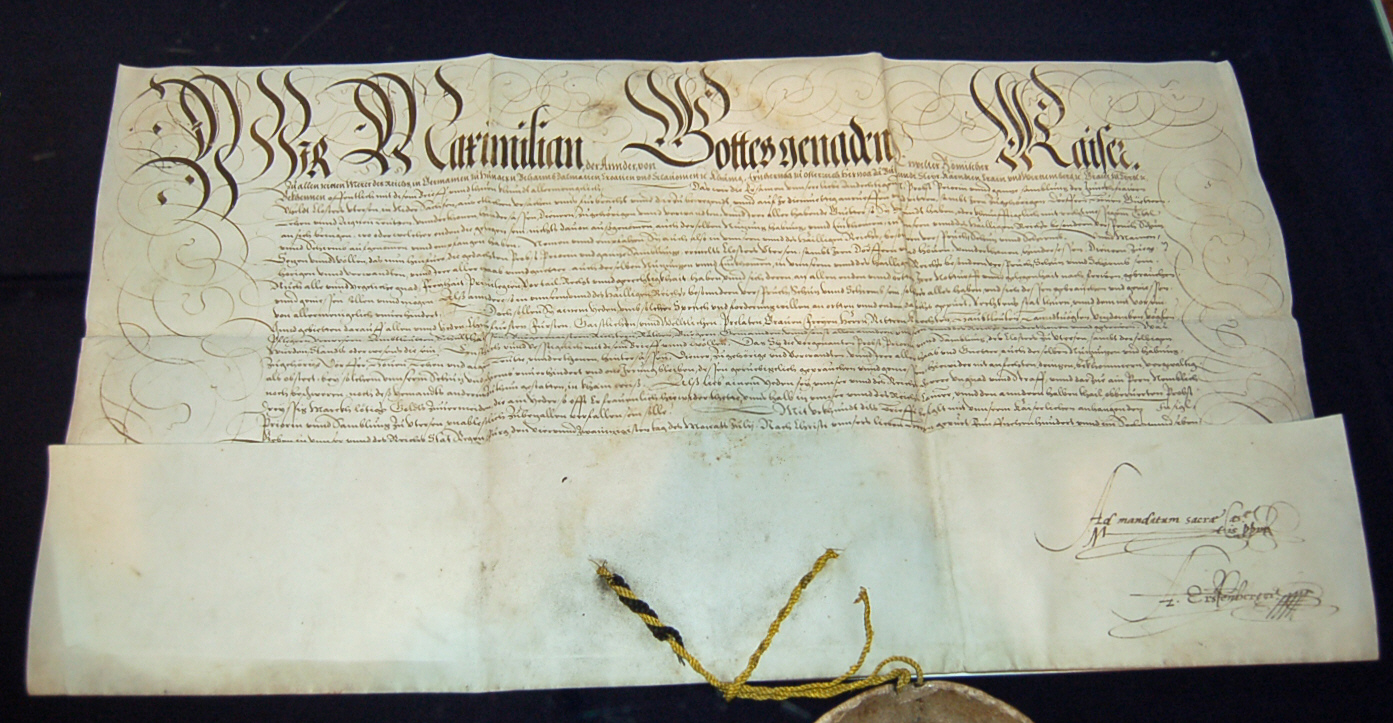
Deze oorkonde van keizer Maximiliaan II uit 1576 laat een handtekening rechtsonder op het opgevouwen gedeelte van de oorkonde zien.

#### Handtekening
Handtekeningen werden pas vanaf de 16e eeuw in gebruik genomen. Daarna wordt het vaak samen met het zegel gebruikt. Wanneer meerdere personen hun zegel aan de oorkonde bevestigden, was het mogelijk dat allen hun handtekening plaatsten boven de snede waar de zegelstaart werd doorgehaald.

#### Monogram

Het monogram van Karel de Grote waarin de letters voor 'Karolus' in gelezen kunnen worden.

Een monogram werd veel vroeger dan het zegel of de handtekening gebruikt, al vanaf de vroege middeleeuwen. Het is een soort voorloper van de handtekening, opgebouwd uit verschillende letters. Een beroemd voorbeeld hiervan is het monogram van Karel de Grote.

#### Notarismerk
Notarissen werden vanaf het eind van de 13e eeuw (1291) in sommige regio's actief bij het opstellen van oorkonden. Zij hanteerden een andere methode om deze oorkonden te waarmerken. Het notarismerk is een pentekening uniek voor een notaris. Vergelijkbaar met een monogram, maar vaak veel ingewikkelder tekeningen. Zo was, zonder de tekst te hoeven lezen, duidelijk van welke notaris het afkomstig was.

#### Chirograaf
Een apart soort oorkonde is de chirograaf. Bij deze oorkonde is de tekst twee keer op hetzelfde vel papier of perkament geschreven. In het midden wordt een woord geschreven, iets als 'chirograaf' of een vrome spreuk als 'amen'. Daarna is het in het midden doorgesneden, dwars door de letters van het woord heen, en vaak op een golvende of ongelijke manier. De twee afzonderlijke stukken gaan elk naar een van de partijen tussen wie de afspraak is gemaakt. De bewijskracht van de oorkonde ligt in het feit of de twee stukken in elkaar passen – zo wordt vervalsing van de akte door een van de twee partijen voorkomen. Frequent werden ook chirografen in drievoud opgesteld. Het bovenste en onderste deel werden dan door beide contracten bewaard en het middendeel door een derde neutrale instantie. Zo kon de uitvoering van het contract steeds afgedwongen worden zelfs indien de tegenpartij veinsde geen exemplaar te bezitten.

#### Vidimus
Een vidimus, letterlijk 'wij hebben gezien' in het Latijn, is een manier om een oudere oorkonde opnieuw bewijskracht te geven. In de tekst geeft een autoriteit aan de oudere oorkonde gezien en gelezen te hebben, waarna de volledige tekst van de oudere oorkonde volgt.

### Cancelleren
Als een oorkonde niet langer geldig is, bijvoorbeeld omdat de te betalen schulden waarover wordt gesproken zijn voldaan, dan werd een oorkonde ook wel gecancelleerd. Hierbij werd een aantal keer in het perkament gesneden zodat men zonder de inhoud te lezen kon zien dat de oorkonde niet meer geldig was. Dit komt vooral voor bij oorkondes over af te lossen schulden.

## Publicatie van oorkonden

#### Oorkondeboeken
Oorkonden uit de Nederlanden tot 1300 zijn in de negentiende en twintigste eeuw voor het grootste deel verzameld en gecategoriseerd door historici en de teksten ervan in druk uitgegeven in zogeheten oorkondeboeken. De Nederlandse oorkondeboeken bevatten meestal in chronologische volgorde de oorkonden van een gewest, zoals het graafschap Holland en het sticht Utrecht.
Het Oorkondenboek van Gelre bevat oorkonden per instelling. Deze invalshoek is bekend uit de Franse oorkondeboeken: per instelling geeft men in Frankrijk een cartulaire uit.
De Belgische oorkondeboeken bevatten per deel steeds de oorkonden uit de regeringsperiode van een bepaalde landsheer. Verschillende oorkondeboeken zijn tegenwoordig ook online raadpleegbaar.

#### Digitale Charterbank Nederland
In 2019 stelde het onderzoekscentrum Huijgens Instituut voor Nederlandse Geschiedenis 170.000 oorkonden online beschikbaar voor onderzoek in de Digitale Charterbank Nederland. Ze zijn te doorzoeken op onder andere datum, land, streek, plaats of familie.

### Regesten
Na 1300 is de hoeveelheid oorkonden eenvoudig te groot om nog voor volledige publicatie in aanmerking te komen, omdat het dan om vele duizenden oorkonden zou gaan. In deze gevallen ging men over tot het maken van regesten, samenvattingen van oorkonden in één zin met al dan niet uitgebreide verwijzingen naar de originelen en eventuele uitgaven in druk. Vaak was een regestenlijst ook een opstap tot het maken van een oorkondeboek.
Het beroemdste voorbeeld van regesten zijn de Regesta Imperii, waarin de oorkonden van de keizers en koningen van het Heilige Roomse Rijk aan de orde komen. Bij de Monumenta Germaniae Historica te München is men na bijna twee eeuwen nog bezig om de laatste lacunes in hun editie van de konings- en keizersoorkonden tot 1300 te vullen.